# ワンマンバンド

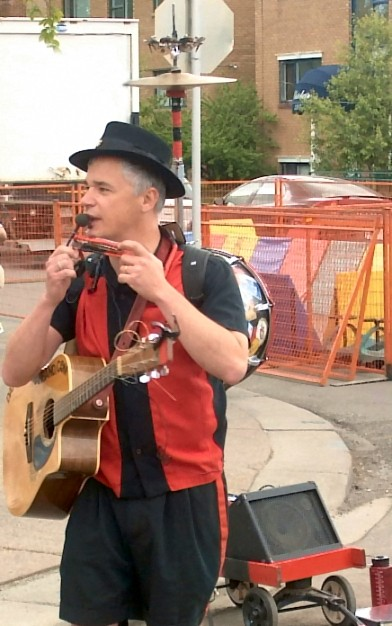
ワンマンバンドの一例

ワンマンバンド (one-man band) は複数の楽器を同時に演奏する大道芸の一種。

## 概要
ドラム・ハーモニカ・ギターなどを同時に演奏する場合が多いが、演奏者により使用楽器は大きく異なる。また、複数の楽器を同時に演奏できるように演奏者自らが楽器に細工を施す為、工作技術も必要とされ（ギターを弾きつつハーモニカを吹くための、針金で出来た首掛けバンドは存在する）、構造もそれぞれ違うことから独自の演奏技術も要求される。
細工を手がけるところからすでにパフォーマンスが始まると考えるワンマンバンドもおり、他のパフォーマンスと比べても特異である。
アメリカではディズニー映画「メリーポピンズ」の影響でワンマンバンドの知名度は高いが、日本での知名度は乏しく希少な芸である。
日本においては和製英語により、フロントマン頼りであったり、フロントマンの我が強いバンドをワンマンバンドと呼ぶ事がある。

## ワンマンバンドが登場する作品
- メリーポピンズ　監督ロバート・スティーブンソン
- ワンマンバンド（ピクサー）